# Palythoa mammillosa
Palythoa mammillosa är en korallart som först beskrevs av Ellis och Daniel Solander 1786.  Palythoa mammillosa ingår i släktet Palythoa och familjen Zoanthidae. Inga underarter finns listade i Catalogue of Life.